# Euonymus szechuanensis
Euonymus szechuanensis là một loài thực vật có hoa trong họ Dây gối. Loài này được C.H.Wang mô tả khoa học đầu tiên năm 1939.